# Daniel Mudau
Daniel Mudau (Mamelodi, 4 settembre 1968) è un ex calciatore sudafricano.

## Caratteristiche tecniche
Giocatore rapido, veniva utilizzato come seconda punta, o libero di svariare dietro una coppia di attaccanti.

## Carriera

### Club
Nel 1988 Mudau entra a far parte delle giovanili dei Mamelodi Sundowns. Nel 1991 viene mandato a fare esperienza al Ratanang Maholosiane, nella seconda divisione sudafricana. Tornato ai Sundowns, Mudau si afferma come titolare, diventando il giocatore con il maggior numero di presenze e di gol per la squadra di Mamelodi.

### Nazionale
Con la nazionale sudafricana, Mudau partecipa due volte alla Coppa d'Africa, vincendo l'edizione del 1996.

## Palmarès

### Club

#### Competizioni nazionali
- Campionato sudafricano: 4

Mamelodi Sundowns: 1993, 1997-1998, 1998-1999, 1999-2000

### Nazionale
- Coppa d'Africa: 1

Sudafrica 1996